# Katovice
Katovíce (poljsko Katowice, nemško Kattowitz) so mesto na jugu Poljske, prestolnica Šlezijskega vojvodstva. Katovice spadajo v zgodovinsko pokrajino Šlezijo. Župan je Marcin Krupa.
Trenutno ima mesto 289.162 prebivalcev (po oceni iz leta 2022). Mestna površina obsega 164,6 km². Katovice so največje mesto policentričnega urbanega (rudarskega) območja (Šlezijski bazen). Druga večja mesta v tem območju so Sosnowiec (približno 196.000 prebivalcev), Gliwice (približno 176.000), Zabrze (približno 170.000) in Bytom (približno 162.000). Urbano območje ima približno 2,3 milijona prebivalcev. V Katovicah je tudi sedež rimskokatoliške nadškofije.
V mestu deluje hokejski klub GKS Katowice.